# SN 2003hw
SN 2003hw – supernowa typu Ia odkryta 8 września 2003 roku w galaktyce A030150+3544. W momencie odkrycia miała maksymalną jasność 18,30m.